# Antiphonus diploconus
Antiphonus diploconus är en mångfotingart som beskrevs av Carl Graf Attems 1901. Antiphonus diploconus ingår i släktet Antiphonus och familjen Gomphodesmidae. Inga underarter finns listade i Catalogue of Life.